# Giuliano Cerato
Giuliano Cerato (Rio Cuarto, Argentina; 10 de junio de 1998) es un futbolista argentino. Juega de lateral derecho y su equipo actual es Aldosivi de la Primera División.

## Trayectoria
Con paso por las inferiores de Vélez Sarsfield, Cerato comenzó su carrera profesional en el UAI Urquiza de la B Metropolitana.
En diciembre de 2021, el jugador fichó en el Instituto de Córdoba de la Primera B. Formó parte del plantel que ganó el ascenso a la Primera División en 2022.

## Estadísticas
Actualizado al último partido disputado el 4 de junio de 2023.
| Club                          | Div.          | Temporada     | Liga  | Liga  | Copas nacionales | Copas nacionales | Copas internacionales | Copas internacionales | Total | Total |
| Club                          | Div.          | Temporada     | Part. | Goles | Part.            | Goles            | Part.                 | Goles                 | Part. | Goles |
| ----------------------------- | ------------- | ------------- | ----- | ----- | ---------------- | ---------------- | --------------------- | --------------------- | ----- | ----- |
| UAI Urquiza Argentina         | 3.ª           | 2019-20       | 26    | 4     | —                | —                | —                     | —                     | 26    | 4     |
| UAI Urquiza Argentina         | 3.ª           | 2021          | 35    | 6     | —                | —                | —                     | —                     | 35    | 6     |
| UAI Urquiza Argentina         | Total club    | Total club    | 61    | 10    | 0                | 0                | 0                     | 0                     | 61    | 10    |
| Instituto (Córdoba) Argentina | 2.ª           | 2022          | 30    | 2     | —                | —                | —                     | —                     | 30    | 2     |
| Instituto (Córdoba) Argentina | 1.ª           | 2023          | 16    | 0     | 0                | 0                | —                     | —                     | 16    | 0     |
| Instituto (Córdoba) Argentina | Total club    | Total club    | 46    | 2     | 0                | 0                | 0                     | 0                     | 46    | 2     |
| Total carrera                 | Total carrera | Total carrera | 107   | 12    | 0                | 0                | 0                     | 0                     | 107   | 12    |